# ABS-CBN 스포츠 앤드 액션
ABS-CBN 스포츠 앤 액션(영어: ABS-CBN Sports and Action)은 필리핀의 스포츠 텔레비전 채널이다.

## 배경

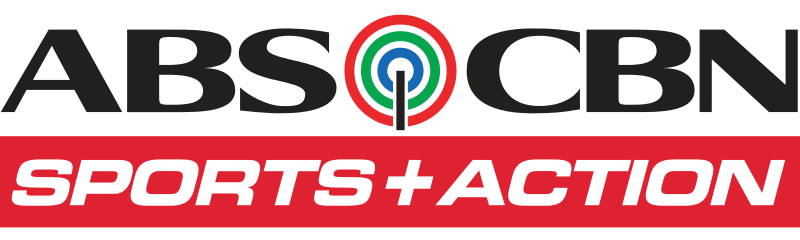
ABS-CBN 스포츠 + 작업 전 로고

## 같이 보기
- ABS-CBN